# Chaerephon plicatus
Chaerephon plicatus (Buchannan, 1800) è un pipistrello della famiglia dei Molossidi diffuso nell'Ecozona orientale.

## Descrizione

### Dimensioni
Pipistrello di medie dimensioni, con la lunghezza della testa e del corpo tra 66 e 71 mm, la lunghezza dell'avambraccio tra 43,1 e 50,2 mm, la lunghezza della coda tra 30 e 44 mm, la lunghezza del piede tra 9 e 12 mm, la lunghezza delle orecchie tra 16 e 21 mm e un peso fino a 20 g.

### Aspetto
La pelliccia è corta, densa e soffice. Le parti dorsali sono marroni scure, mentre le parti ventrali sono più chiare con la punta dei peli grigia. Il muso è largo, privo di peli. Il labbro superiore ha diverse pieghe ben distinte ed è ricoperto di corte setole. Le orecchie sono relativamente grandi, trapezoidali e unite frontalmente da una membrana a forma di V.. Il trago è molto piccolo, triangolare, con l'estremità tronca e nascosto completamente dall'antitrago. Le membrane alari sono marroni e attaccate posteriormente lungo la tibia. I piedi sono carnosi, con delle file di setole lungo i bordi esterni delle dita. La coda è lunga, tozza e si estende per più della metà oltre l'uropatagio. Il calcar è corto.

## Biologia

### Comportamento
Si rifugia in colonie numerose di diverse migliaia di individui all'interno di grotte, fessure rocciose, vecchi edifici abbandonati e templi. L'attività predatoria inizia presto la sera. Il volo è rapido ed effettuato ad alta quota.

### Alimentazione
Si nutre di insetti.

## Distribuzione e habitat
Questa specie è diffusa dall'India, Sri Lanka attraverso la Cina meridionale e l'Indocina fino al Borneo e alle Isole Filippine.
Vive nelle foreste primarie e secondarie fino a 400 metri di altitudine.

## Tassonomia
Sono state riconosciute 5 sottospecie:
- C.p.plicatus: stati indiani dell'Andhra Pradesh, Goa, Karnataka, Madhya Pradesh, Maharashtra, Meghalaya, Punjab, Rajasthan, Tamil Nadu, Uttar Pradesh e West Bengal, province cinesi del Gansu, Yunnan, Hainan, Guangxi, Guangdong, Hong Kong e Guizhou; Myanmar, Thailandia, Cambogia occidentale, Sumatra, Borneo;
- C.p.dilatatus (Horsfield, 1822): Giava occidentale;
- C.p.insularis (Phillips, 1932): Sri Lanka;
- C.p.luzonus (Hollister, 1913): Isole filippine di Cebu, Leyte e Luzon;
- C.p.tenuis (Horsfield, 1822): Giava orientale, Bali, Lombok.

## Conservazione
La IUCN Red List, considerato il vasto areale, la popolazione presumibilmente numerosa e la presenza in diverse aree protette, classifica C.plicatus come specie a rischio minimo (Least Concern)).